# مانیش
مانیش (به انگلیسی: Maniche؛ زادهٔ ۱۱ نوامبر ۱۹۷۷) بازیکن فوتبال بازنشسته اهل پرتغال است که در پست هافبک میانی بازی می‌کرد. وی همچنین در تیم ملی فوتبال پرتغال بازی کرده‌است.